# Olympische Sommerspiele 1984/Teilnehmer (Sudan)
| Gelbes Symbol für Goldmedaillen mit stilisierten Olympischen Ringen | Graues Symbol für Silbermedaillen mit stilisierten Olympischen Ringen | Braundes Symbol für Bronzemedaillen mit stilisierten Olympischen Ringen |
| ------------------------------------------------------------------- | --------------------------------------------------------------------- | ----------------------------------------------------------------------- |
| —                                                                   | —                                                                     | —                                                                       |

Der Sudan nahm an den Olympischen Sommerspielen 1984 in Los Angeles, USA, mit einer Delegation von sieben Sportlern (allesamt Männer) teil.

## Teilnehmer nach Sportarten

### Boxen
- Alego Akomi
Halbfliegengewicht: 17. Platz

- Tobi Pelly
Federgewicht: 32. Platz

- Abock Shoak
Weltergewicht: 32. Platz

- Augustino Marial
Halbmittelgewicht: 17. Platz

### Leichtathletik
- Hassan el-Kashief
400 Meter: Vorläufe

- Omer Khalifa
800 Meter: Halbfinale
1500 Meter: 8. Platz

- Ahmed Musa Jouda
5000 Meter: Vorläufe
10.000 Meter: 10. Platz